# Prix Prince-Pierre-de-Monaco
Il Prix Prince-Pierre-de-Monaco riunisce più premi, conferiti dalla Fondation Prince-Pierre.
Essi portano il nome di Pierre de Polignac (1895-1964).

## I premi
Il Prix littéraire Prince-Pierre-de-Monaco, istituito nel 1951, è attribuito a un autore di lingua francese rinomato per l'insieme delle sue opere, e, occasionalmente per la recente comparsa di una pubblicazione di rilievo. Il collegio letterario che lo conferisce è composto di Accademici di Francia, di membri dell'Académie Goncourt e di scrittori che rappresentano la letteratura di espressione francese di altri Paesi (Belgio, Canada, Congo, Svizzera), ed è presieduto da Carolina di Monaco, nipote di Pierre de Polignac. Il premio è dotato di una somma di 15000 euro.
Il Prix de composition musicale, istituito nel 1960, premia un compositore per un'opera musicale recente. La Fondazione commissiona inoltre al vincitore un'opera originale della quale la creazione ha luogo a Monaco. Dal 2012, il premio diviene triennale ed è dotato di una somma di 45000 euro. È presieduto da Betsy Jolas.
Il Prix international d'art contemporain, istituito nel 1965, è stato organizzato dalla Fondation Prince-Pierre dopo il 1983. Presieduto dalla principessa de Hannover, Carolina di Monaco, è dotato di un importo finanziario e di un programma artistico con un'esposizione e delle pubblicazioni. Dopo il 2005, è divenuto la ricompensa di un'opera d'arte contemporanea creata nel corso dei due anni precedenti da un artista emergente.

## Elenco dei premiati

### Premio di composizione musicale
- 2018 - Thomas Larcher, - Symphony n°2 Kenotaph (2016);[8]
- 2015: George Benjamin - Written on Skin
- 2012: Martin Smolka - Blue bells or bell blues
- 2010: Unsuk Chin - Gougalon
- 2009: Jonathan Harvey - Speakings
- 2008: Peter Eötvös - Seven
- 2007: Georges Aperghis - Wölfit-Kantata
- 2006: Helena Tulve - Reyah hadas "ala"
- 2005: Frédéric Durieux - Traverses 1, 2 & 3
- 2004: Luis de Pablo - Frondoso Misterio
- 2003: Salvatore Sciarrino - Macbeth
- 2002: Philippe Manoury - K...
- 2001: Simon Holt - Sunrise 'yellow noise
- 2000: Pierre Boulez - Per l'insieme della sua opera, a titolo eccezionale
- 1999: Matthias Pintscher - Thomas Chatterton
- 1998: Eliott Carter - Allegro Scorrevole
- 1997: Wolfgang Rihm - Gejagte Form
- 1996: Gérard Pesson - Récréations françaises
- 1995: Ramon Lazkano - Hitzaurre bi
- 1994: Heinz Holliger - Irato
- 1993: John Casken - Still Mine
- 1992: György Kurtág - op. 27 et op. 29 n° 3
- 1991: Hans-Jürgen von Bose - Dream Palace
- 1990: Jean-Louis Florentz - Requiem de la Vierge
- 1989: George Crumb - Per l'insieme della sua opera
- 1988: György Ligeti - Per l'insieme della sua opera
- 1987: Sofia Gubaidulina - Per l'insieme della sua opera
- 1986: Aribert Reimann - Per l'insieme della sua opera
- 1985: Goffredo Petrassi - Per l'insieme della sua opera
- 1984: Michaël Tippett - Per l'insieme della sua opera
- 1983: Andrzej Panufnik - Per l'insieme della sua opera
- 1982: Marc-Antonio Consoli - Per l'insieme della sua opera
- 1981: Alain Voirpy - Per l'insieme della sua opera
- 1979: Franklin Gyselynck - Per l'insieme della sua opera
- 1978: Daniele Zanettovich - Musique symphonique
- 1976: Christopher Brown - Musique sacrée
- 1975: Giampaolo Coral - Musique sacrée
- 1974: Juliusz Luciuk - Musique scénique
- 1973: Romuald Twardowski - Musique scénique
- 1972: Daniele Zanettovich - Musique symphonique
- 1971: Robert-Xavier Rodriguez - Musique sacrée
- 1970: Krzysztof Meyer - Musique scénique
- 1969: Alain Kremski - Musique orchestrale
- 1968: Hans Erich Apostel - Musique de chambre
- 1966: Robert-Xavier Rodríguez - Musique sacrée
- 1965: Fernando Lopes-Graça - Musique de chambre
- 1964: Wilhelm Georg Berger - Musique de chambre
- 1961: Bruno Gillet - Musique scénique
- 1960: Jean-Jacques Grünenwald - Musique lyrique

### Prix international d'art contemporain
(PR) = Gran Premio de S.A.S, il Principe Ranieri III
(PG) = Premio della Fondatione Princess Grace
- 2019: Arthur Jafa[9] per Love Is The Message, The Message Is Death, 2016;
- 2016: Rosa Barba[10] per Subconscious Society, a Feature (2014);
- 2013: Dora Garcia per The Deviant Majority
- 2010: Guido van der Werve per Nummer Twaalf
- 2009: Su-Mei Tse per Some Airing
- 2008: Didier Marcel per Sans titre (labours)
- 2007: Candice Breitz per Mothers and Fathers
- 2006: Saâdane Afif per Power Chords
- 2005: Carlos Caraicoa per Carta a los Censores
- 2004: Max Neumann (PR), Will Cotton (PG)
- 2003: Pierre Edouard (PR), Bernardo Roig (PG)
- 2002: Sergio Sanz (PR), Béatrice Paquali (PG)
- 2001: Nicolas Alquin (PR), Joana Jorge Goncalves (PG)
- 2000: Juan José Aquerreta (PR), Margherita Manzelli (PG)
- 1999: Thomas Orthmann (PR), Orlando Mostyn-Owen (PG)
- 1998: Stephen Conroy (PR), Xavier Nellens (PG)
- 1997: Roberto Matta (PR), Lorenzo Cardi (PG)
- 1996: Vincent Desiderio (PR), Ségolène Franc du Breil (PG)
- 1995: Hugo Sbernini (PR), Alexandra Athanassiades (PG)
- 1994: Motohiko Obara (PR), Alessandro Montalbano (PG)
- 1993: Yuri Kuper (PR?), Didier Mahieu (PG)
- 1992: Oswaldo Vigas (PR), Mauro Corda (PG)
- 1991: Vincent Bioules (PR), Xavier Dambrine (PG)
- 1990: Jean-Paul Chambas (PR), Benoît Luyckx (PG)
- 1989: Barbara Goraczko (PR), Manuel Leonardi (PG)
- 1988: Jean-François Duffau (PR), Christoff Debusschere (PG)
- 1987: Jean-Paul Agosti (PR), Rémi Bourquin (PG)
- 1986: Luis Alberto (PR), Belzere (PG)
- 1985: Richard Boutin (PR), Tadeusz Brudzynski (PG)
- 1984: Pancho Quilici (PR), Matthias Hollander (PG)
- 1983: Jochen Schimmelpenning (PR)